# Río Ilí
El río Ilí (en uigur: ئىلى, romanizado: ili, lit. 'gancho'; en chino, 伊犁; pinyin, yīlí; en mongol: Или, romanizado: ili) es un río del Asia Central, el principal afluente del lago Baljash, que discurre por la parte noroeste de la República Popular China y Kazajistán. Tiene una longitud de 1439 km —81 km en Kazajistán— y drena una cuenca de 140 000 km². Es el río más grande de región autónoma china de Sinkiang.
Las aguas del Ilí se emplean para usos humanos y eso ha reducido su caudal de forma considerable. Para paliar la situación, el gobierno chino realiza periódicamente el desvío de “agua de emergencia”, almacenada en diferentes  embalses.

## Historia
La colonización del delta del Ilí comenzó en la Edad de Bronce bajo el impulso de nuevas actividades económicas basadas en la ganadería y la metalurgia del bronce.
El río Ilí dio su nombre al tratado homónimo de 638 d. C., que formalizó la división del kaganato turco occidental (552-638 d. C.) en Nushibi y Tou lou, y estableció que el río Ilí sería la frontera entre ambos estados.

### Crisis del Ilí

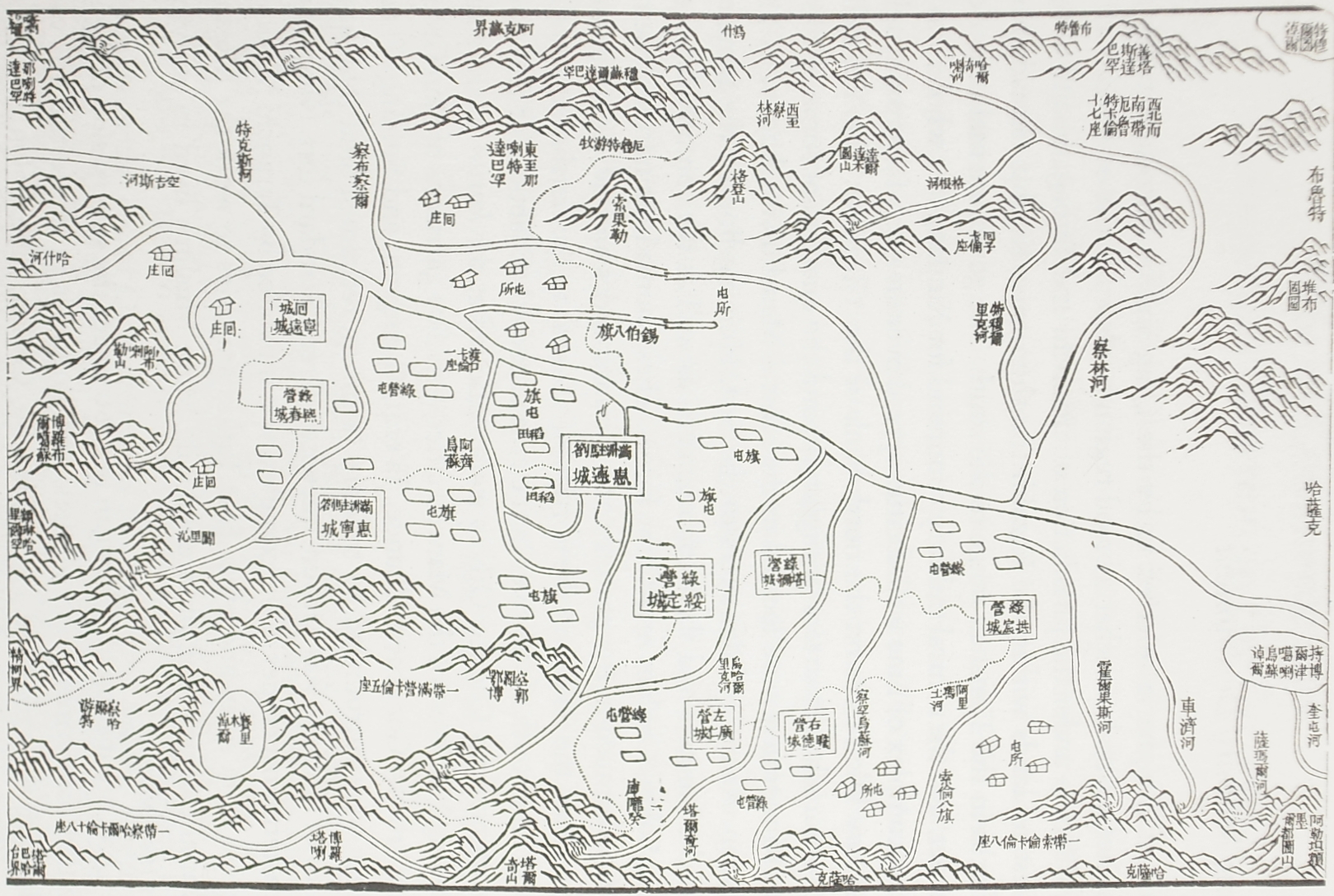
El mapa de las bases Qing en la región del Ilí, ca. 1809. El mapa está orientado al revés de lo habitual, con el norte en la parte inferior, y el este en la izquierda.

La crisis del Ilí entre 1879 y 1881, fue una disputa entre el Imperio ruso y China sobre la región centrada en el río, un área en la parte norte del Turquestán chino, cerca del Turquestán ruso. La región fue escenario de una creciente penetración rusa a lo largo del siglo XIX; después de la firma del Tratado de Kulja (1851), a los rusos se les concedió permiso para establecer dos consulados en la zona.
En 1864, mientras el gobierno chino estaba absorto con la rebelión Taiping en el sur del país, estallaron varias revueltas entre los musulmanes del Turquestán. Aprovechando la situación, el invasor Yakub Beg, estableció un reino en el norte de Turquestán, y el Imperio ruso pretextó el caos para ocupar el territorio en julio de 1871, alegando que se retirarían tan pronto como los chinos restablecieran el orden. En 1879, una delegación china en San Petersburgo firmó el Tratado de Livadia (octubre de 1879), que permitió que casi las tres cuartas partes del territorio en cuestión permanecieran en manos rusas. Sin embargo, con el Tratado de San Petersburgo (1881), casi todo el Ili fue devuelto a China, pero China tuvo que pagar una indemnización de 9.000.000 de rublos.

## Geografía

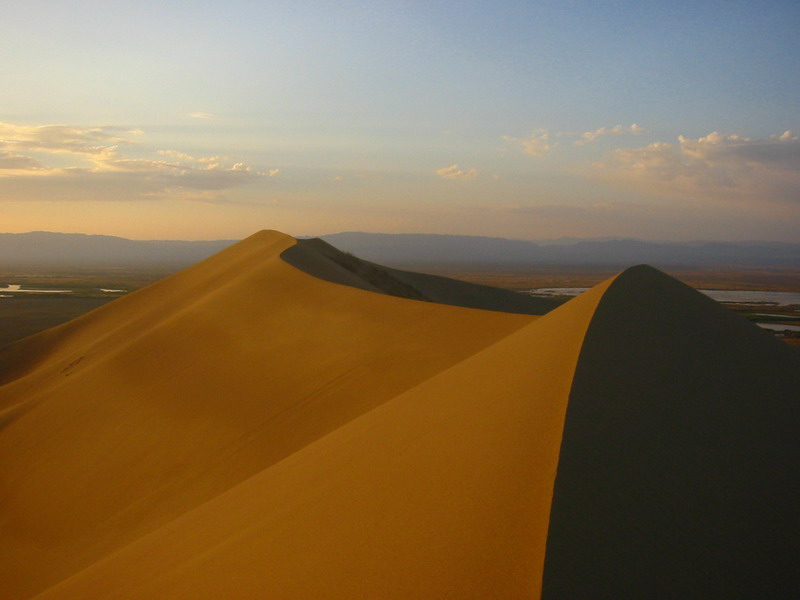
Las "dunas cantoras" en el parque nacional Altyn-Emel.

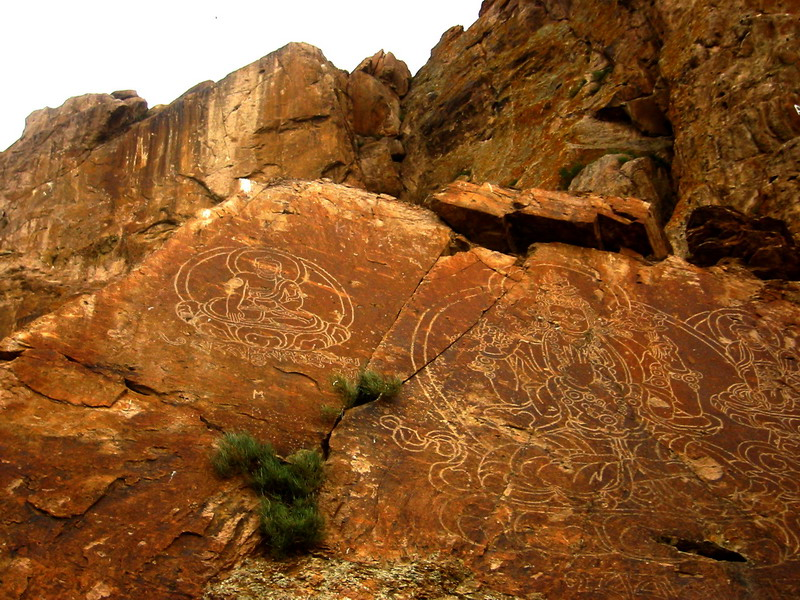
Petroglifos budistas en las orillas del río Ili.

El río ilí nace en China, en la prefectura autónoma kazaja de Ilí, en Sinkiang, de la confluencia de sus dos fuentes, los ríos Tekes y Kunges (o Künes), que nacen en la vertiente oriental de la cordillera Tian Shan. El río discurre en dirección oeste hasta entrar en Kazajistán y tras virar hacia el noroeste, desemboca en el lago Baljash, en la provincia de Almaty, formando un gran delta fluvial, de aproximadamente 1800 km², una vasta zonas de humedales, lagos, pantanos y vegetación de matorral.
Sus principales afluentes, además de sus fuentes, son los ríos Kax y el Charýn (o Sharýn) (427 km), famoso por su Cañón de Charýn.

### Región china
La parte superior del valle del Ilí está separada de la cuenca de Zungaria, en el norte, por las montañas de Borohoro, y de la cuenca del Tarim, en el sur, por la cadena principal de la cordillera de Tian Shan. Esta región fue el baluarte de la dinastía Qing en la administración de Sinkiang, a finales del siglo XVIII y en el XIX; fue ocupada por Rusia desde 1871 hasta 1881, es decir, desde la rebelión de Yakub Beg hasta el Tratado de San Petersburgo (1881).
En la actualidad, la región forma parte de la prefectura autónoma kazaja de Ilí, de la región de Sinkiang. La principal ciudad de la región, Yining (Kulja), se encuentra en el lado norte del río, a unos 100 km aguas arriba de la frontera internacional. Hasta el año 1900, la ciudad era conocida comúnmente bajo el mismo nombre que el río (伊犁, pinyin: Yili; Wade-Giles: Ili).) En el lado sur, aún más cerca de la frontera internacional, se encuentra el condado autónomo xibe de Qapqal, donde viven muchos xibe que fueron reasentados en esta zona fronteriza en el siglo XVIII como parte de la guarnición manchú.

### Región kazaja
La región de Kazajistán drenada por el Ilí y sus afluentes se conoce en Kazajistán como  Zhetysu ("Siete Ríos") y en ruso como Semirechye (que significa lo mismo).
La central hidroeléctrica de Kapchagay se construyó entre 1965 y 1970 cerca de Kapchagay, en el curso medio del río Ilí, formando el embalse de Kapchagay, un gran lago artificial de 110 km de largo localizado al norte de la ciudad de Almatý.
Tamgaly-Tas, a unos 20 km aguas abajo por el río Ilí, es un sitio donde han aparecido petroglifos. El nombre Tamgaly, en kazajo, significa "pintados" o "lugar marcado", y Tas, "piedra".

## Economía
El condado de Huocheng, en la región de Sinkiang, noroeste de China es conocido como "la ciudad de la lavanda de China". En 2014, el valle del río Ili de Xinjiang producía el 95 por ciento de los productos chinos relacionados con la lavanda.
Debido a la independencia de su sistema de agua, el Ili originalmente tenía solo 13 especies de peces autóctonos. Sin embargo, debido a la introducción de peces importados llevada a cabo por el gobierno chino, en el año 2000 el número total de especies había llegado a 39.